# Maitengwe
Maitengwe est une ville du Botswana.